# Дивата Америка
„Дивата Америка“ (на английски: Wild America) е американска комедия от 1997 г., която разказва за живота на документалиста Марти Стофър. Филмът е режисиран от Уилям Диър и е с участието на Джонатан Тейлър Томас, Девън Сава и Скот Беърстоу.

## Актьорски състав
- Джонатан Тейлър Томас – Маршал Стофър
- Девън Сауа – Марк Стофър
- Скот Беърстоу – Марти Стофър-младши
- Джейми Шеридан – Марти Стофър-старши, бащата на братята Стофър
- Франсис Фишър – Агнес Стофър, майката на братята Стофър
- Трейси Уолтър – Леон
- Зак Уорд – Ди Си

## В България
В България филмът е издаден на видеокасета от „Александра Видео“ през 1998 г. Дублажът е войсоувър в „Арс Диджитал Студио“. Ролите се озвучават от Албена Павлова, Силвия Русинова, Александър Воронов и Цветан Ватев.